# Draconarius yadongensis
Draconarius yadongensis là một loài nhện trong họ Amaurobiidae. Loài này được phát hiện ở Trung Quốc và Nepal.